# UCI Asia Tour de 2016
O UCI Asia Tour de 2016 foi a décima segunda edição do calendário ciclístico internacional asiático. Iniciou-se 21 de janeiro de 2016 com o Campeonato Asiático de Ciclismo em Estrada no Japão e finalizou a 20 de novembro do mesmo ano na China, com o Tour de Fuzhou.

## Equipas
As equipas que podem participar nas diferentes carreiras dependem da categoria das mesmas. A maior nível de uma carreira podem participar equipas a mais nível. As equipas UCI ProTeam, só podem participar das carreiras .HC e .1 mas têm cota limitada para competir, e os pontos que conseguem os seus ciclistas não vão à classificação.
| Categoria      | Categoria                        | Equipas                                                                                           |
| -------------- | -------------------------------- | ------------------------------------------------------------------------------------------------- |
| .HC            | 1.hc (Carreira de um dia)        | * ProTeam (max 65%) * Profissionais Continentais * Continentais * Selecções nacionais             |
| .HC            | 2.hc (Carreira de vários dias)   | * ProTeam (max 65%) * Profissionais Continentais * Continentais * Selecções nacionais             |
| .1             | 1.1 (Carreira de um dia)         | * ProTeam (max 50%) * Profissionais Continentais * Continentais * Selecções nacionais             |
| .1             | 2.1 (Carreira de vários dias)    | * ProTeam (max 50%) * Profissionais Continentais * Continentais * Selecções nacionais             |
| .2             | 1.2 (Carreira de um dia)         | * Profissionais Continentais * Continentais * Selecções nacionais * Selecções regionais * Amadors |
| .2             | 2.2 (Carreira de vários dias)    | * Profissionais Continentais * Continentais * Selecções nacionais * Selecções regionais * Amadors |
| .Ncup (sub-23) | 1.ncup (Carreira de um dia)      | * Selecções nacionais * Selecções mistas                                                          |
| .Ncup (sub-23) | 2.ncup (Carreira de vários dias) | * Selecções nacionais * Selecções mistas                                                          |

## Calendário
As seguintes são as carreiras que compõem o calendário UCI Asia Tour aprovado pela UCI

### Janeiro
| Data | Carreira                                  | Cat. | Ganhador                   | Equipa                |
| ---- | ----------------------------------------- | ---- | -------------------------- | --------------------- |
| 20   | Campeonato Asiático Contrarrelógio Sub-23 | CC   | Maral-erdene Batmunkh      | Selecção de Mongolia  |
| 21   | Campeonato Asiático Contrarrelógio        | CC   | Cheung King Lok            | Selecção de Hong Kong |
| 23   | Campeonato Asiático em Estrada Sub-23     | CC   | Mahdi Rajabikaboodcheshmeh | Selecção do Irão      |
| 24   | Campeonato Asiático em Estrada Elite      | CC   | Cheung King Lok            | Selecção de Hong Kong |

### Fevereiro
| Data  | Carreira           | Cat. | Ganhador                    | Equipa           |
| ----- | ------------------ | ---- | --------------------------- | ---------------- |
| 3-6   | Tour de Dubái      | 2.hc | Marcel Kittel               | Etixx-Quick Step |
| 8-12  | Tour de Catar      | 2.hc | Mark Cavendish              | Dimension Data   |
| 16-21 | Tour de Omã        | 2.hc | Vincenzo Nibali             | Astana           |
| 18-21 | Tour das Filipinas | 2.2  | Oleg Zemlyakov              | Vino 4ever SKO   |
| 24-2  | Tour de Langkawi   | 2.hc | Reinardt Janse van Rensburg | Dimension Data   |

### Março
| Data | Carreira       | Cat. | Ganhador      | Equipa                |
| ---- | -------------- | ---- | ------------- | --------------------- |
| 6-10 | Tour de Taiwan | 2.1  | Robbie Hucker | Avanti IsoWhey Sports |

### Abril
| Data | Carreira          | Cat. | Ganhador      | Equipa        |
| ---- | ----------------- | ---- | ------------- | ------------- |
| 1-6  | Tour da Tailândia | 2.2  | Benjamin Hill | Attaque Gusto |

### Maio
| Data  | Carreira                | Cat. | Ganhador            | Equipa           |
| ----- | ----------------------- | ---- | ------------------- | ---------------- |
| 11-14 | Tour de Banyuwangi Ijen | 2.2  | Jai Crawford        | Kinan            |
| 13-18 | Tour do Irão            | 2.1  | Mirsamad Pourseyedi | Tabriz Shahrdari |
| 19-23 | Tour de Flores          | 2.2  | Daniel Whitehouse   | Terengganu       |
| 29-5  | Volta ao Japão          | 2.1  | Óscar Pujol         | Ukyo             |

### Junho
| Data  | Carreira       | Cat. | Ganhador    | Equipa             |
| ----- | -------------- | ---- | ----------- | ------------------ |
| 5-12  | Tour da Coreia | 2.1  | Grega Bole  | Nippo-Vini Fantini |
| 16-19 | Tour de Kumano | 2.2  | Óscar Pujol | Ukyo               |

### Julho
| Data  | Carreira              | Cat. | Ganhador       | Equipa    |
| ----- | --------------------- | ---- | -------------- | --------- |
| 17-30 | Volta ao Lago Qinghai | 2.hc | Serhi Lahkuti  | Kolss-BDC |
| 30    | Tour de Jakarta       | 1.2  | Ryan Macanally | Pegasus   |

### Agosto
| Data | Carreira          | Cat. | Ganhador          | Equipa          |
| ---- | ----------------- | ---- | ----------------- | --------------- |
| 6-14 | Tour de Singkarak | 2.2  | Amir Kolahdozhagh | Pishgaman Giant |

### Setembro
| Data  | Carreira         | Cat. | Ganhador         | Equipa                      |
| ----- | ---------------- | ---- | ---------------- | --------------------------- |
| 1-3   | Tour de Hokkaido | 2.2  | Nariyuki Masuda  | Utsunomiya Blitzen          |
| 9-16  | Tour da China I  | 2.1  | Raffaello Bonusi | Androni Giocattoli-Sidermec |
| 18-25 | Tour da China II | 2.1  | Marco Benfatto   | Androni Giocattoli-Sidermec |

### Outubro
| Data  | Carreira                        | Cat. | Ganhador        | Equipa            |
| ----- | ------------------------------- | ---- | --------------- | ----------------- |
| 2     | Tour de Almaty                  | 1.1  | Alexey Lutsenko | Astana            |
| 18-22 | Jelajah Malaysia                | 2.2  | Arvin Moazemi   | Pishgaman Giant   |
| 20-23 | Tour de Abu Dhabi               | 2.hc | Tanel Kangert   | Astana            |
| 22-30 | Tour de Hainan                  | 2.hc | Alexey Lutsenko | Astana            |
| 23    | Japan Cup Cycle Road Race       | 1.hc | Davide Villella | Cannondale-Drapac |
| 25-28 | Sharjah Tour                    | 2.1  | Adil Jelloul    | Sky Dive Dubai    |
| 29    | Copa dos Emirados Árabes Unidos | 1.1  | Siarhei Papok   | Minsk CC          |

### Novembro
| Data  | Carreira           | Cat. | Ganhador        | Equipa                       |
| ----- | ------------------ | ---- | --------------- | ---------------------------- |
| 2     | Tour de Yancheng   | 1.2  | Jakub Mareczko  | Wilier Triestina-Southeast   |
| 5-12  | Tour do Lago Taihu | 2.1  | Leonardo Duque  | Delko Marseille Provence KTM |
| 13    | Tour de Okinawa    | 1.2  | Nariyuki Masuda | Utsunomiya Blitzen           |
| 16-20 | Tour de Fuzhou     | 2.1  | Arvin Moazemi   | Pishgaman Giant              |

## Classificações parcales
- Nota: As classificações parciais (Junho) até momento são:[4]

### Individual
Integram-na todos os ciclistas que consigam pontos podendo pertencer tanto a equipas amadoras como profissionais, inclusive as equipas UCI WorldTeam.
| Posição | Ciclista             | Pontos |
| ------- | -------------------- | ------ |
| 1.º     | Mark Cavendish       | 800    |
| 2.º     | Peter Sagan          | 600    |
| 3.º     | Giacomo Nizzolo      | 488    |
| 4.º     | Edvald Boasson Hagen | 455    |
| 5.º     | Alexander Kristoff   | 425    |
| 6.º     | Tom Boonen           | 400    |
| 7.º     | King Lok Cheung      | 365    |
| 8.º     | Tony Martin          | 350    |
| 9.º     | Vincenzo Nibali      | 343    |
| 10.º    | Mirsamad Pourseyedi  | 333    |

| 11.º |
| 12.º |
| 13.º |
| 14.º |
| 15.º |
| 16.º |
| 17.º |
| 18.º |
| 19.º |
| 20.º |

### Equipas
A partir de 2016 e devido a mudanças regulamentares, todas as equipas profissionais entram nesta classificação, inclusive os UCI WorldTeam que até a temporada anterior não pontuavam. Se confeciona com o somatório de pontos que obtenha uma equipa com os seua 8 melhores corredores na classificação individual. A classificação também a integram equipas que não estejam registados no continente.
| Posição | Equipa                | Pontos |
| ------- | --------------------- | ------ |
| 1.º     | Pishgaman Giant Team  | 915    |
| 2.º     | Tabriz Shahrdari Team | 884    |
| 3.º     | Kolss-BDC Team        | 794    |
| 4.º     | Vino 4-ever           | 631    |
| 5.º     | Team Ukyo             | 571    |

| 6.º  |
| 7.º  |
| 8.º  |
| 9.º  |
| 10.º |

### Países
Se confeciona mediante os pontos dos 10 melhores ciclistas de um país, não só os que consigam neste Circuito Continental, senão também os conseguidos em todos os circuitos. E inclusive se um corredor de um país deste circuito, só consegue pontos em outro circuito (Europa, America, Africa, Oceania), seus pontos vão a esta classificação.
| Posição | País          | Pontos |
| ------- | ------------- | ------ |
| 1.º     | Irão          | 1587   |
| 2.°     | Cazaquistão   | 1451   |
| 3.º     | Japão         | 884    |
| 4.º     | Coreia do Sul | 718    |
| 5.º     | Hong Kong     | 555    |

| 6.º  |
| 7.º  |
| 8.º  |
| 9.º  |
| 10.º |

### Países sub-23
| Posição | País          | Pontos |
| ------- | ------------- | ------ |
| 1.º     | Coreia do Sul | 381    |
| 2.º     | Cazaquistão   | 362    |
| 3.º     | Irão          | 173    |
| 4.º     | Hong Kong     | 140    |
| 5.º     | Mongólia      | 125    |

## Evolução das classificações
| Data            | Classificação individual | Classificação por equipas | Classificação por países | Classificação por países sub-23 |
| --------------- | ------------------------ | ------------------------- | ------------------------ | ------------------------------- |
| 31 de janeiro   | King Lok Cheung          | Lampre-Merida             | Japão                    | Coreia do Sul                   |
| 28 de fevereiro | King Lok Cheung          | Dimension Data            | Japão                    | Coreia do Sul                   |
| 31 de março     | King Lok Cheung          | Dimension Data            | Japão                    | Coreia do Sul                   |
| 30 de abril     | King Lok Cheung          | Tabriz Shahrdari Team     | Irão                     | Coreia do Sul                   |
| 31 de maio      | Mirsamad Pourseyedi      | Tabriz Shahrdari Team     | Irão                     | Coreia do Sul                   |
| 30 de junho     | Mirsamad Pourseyedi      | Tabriz Shahrdari Team     | Irão                     | Coreia do Sul                   |
| 31 de julho     | Mirsamad Pourseyedi      | Tabriz Shahrdari Team     | Irão                     | Coreia do Sul                   |
| 31 de agosto    | King Lok Cheung          | Tabriz Shahrdari Team     | Irão                     | Coreia do Sul                   |
| 30 de setembro  | King Lok Cheung          | Tabriz Shahrdari Team     | Irão                     | Coreia do Sul                   |
| 31 de outubro   | Mark Cavendish           | Tabriz Shahrdari Team     | Irão                     | Coreia do Sul                   |
| 30 de novembro  | Mark Cavendish           | Pishgaman Giant Team      | Irão                     | Coreia do Sul                   |
| Final           | Mark Cavendish           | Pishgaman Giant Team      | Irão                     | Coreia do Sul                   |